# Max Morise
Max Morise (1900-1973) va ser un artista francès, escriptor i actor, associat amb el moviment surrealista a París des de 1924 fins a 1929. Era amic de Robert Desnos i Roger Vitrac abans d'unir-se al moviment surrealista. Va contribuir amb articles a la revista La Revolution Surrealiste i va prendre part en una sèrie de discussions de taula rodona celebrada pel grup, en relació amb la naturalesa del sexe. També va participar en diversos jocs surrealistes, el més famós el cadàver exquisit. André Breton cita Morise dues vegades en el Primer Manifest Surrealista, després de dir "No tenim cap talent", Breton ofereix una cita de Vitrac i Paul Éluard, i després diu: "Demana a Max Morise" i proporciona la cita: 
| « | L'os de les cavernes i el seu amic, el bitó, el vol-au-vent i el seu valet el vent, el Lord Canceller amb la seva senyora, l'espantaocells dels ocellets i el seu còmplice el pardal, el tub d'assaig i la seva filla de l'agulla, aquest carnívor i el seu germà el carnaval, l'escombriaire i el seu monocle, el Mississipi i el seu gosset, el corall i la seva gerra de llet, el miracle i el seu bon Déu, podria molt bé anar i desaparèixer de la superfície del mar. | » |

Més endavant, Breton inclou aquesta cita: "El color de les mitges d'una dona no és necessàriament a la semblança dels seus ulls, el que va portar a un filòsof sens sentit a dir:" Els cefalòpodes tenen més raons per odiar el progrés que els quadrúpedes."